# Sir Quackius
Sir Quackius MacPatinhas é um personagem da Universo Pato, da Disney. 
Sua primeira aparição foi em  "O Segredo do Castelo" de Carl Barks. Nesta, o Tio Patinhas, descendente distante de Quackius (referido como "Sir Quaquá" na primeira versão brasileira e "Sir MacTrovão" em uma reedição) vai para o Castelo MacPatinhas na Escócia com os sobrinhos Donald, Huguinho, Zezinho e Luizinho em busca de um tesouro que Quackius teria escondido antes de desaparecer em 1057. Ao longo da história todos são assombrados pelo que seria o fantasma de Sir Quackius, mas na verdade é um bandido que buscava o tesouro..
Don Rosa mais tarde expandiu a biografia de Sir Quackius em A Saga do Tio Patinhas. Segundo Rosa, Quackius nasceu na Escócia no ano de 1010, e ganhou seu baú do tesouro - encontrado por  Patinhas séculos mais tarde - do rei Macbeth da Escócia em troca de apoio em sua guerra pelo trono. Sir Quackius concordou e serviu ao rei durante a guerra, mas tornou-se obssessivo em proteger o tesouro e, acidentalmente, se aprisionou dentro das muralhas do castelo, junto com o tesouro, onde consequentemente morreu. Anos depois, seu fantasma aparece aconselhando ao jovem Patinhas sem revelar sua verdadeira identidade. O fantasma de Sir Quackius visita o jovem Patinhas duas vezes no século XIX para guiá-lo na luta contra os inimigos da família.